# سيليا مارا
سيليا مارا هي ملحنة ومغنية مؤلفة وعازفة الجاز ومغنية ومنتجة أسطوانات برازيلية، ولدت في 27 يوليو 1961 في Pedra Azul State Park ‏ في البرازيل.

## وصلات خارجية
- الموقع الرسمي
- سيليا مارا على موقع ميوزك برينز (الإنجليزية)
- سيليا مارا على موقع ديسكوغز (الإنجليزية)